# Le Face à face des cœurs
Albums de Abd al Malik
Gibraltar
(2006)
Le Face à face des cœurs est le premier album du rappeur et slammeur Abd al Malik, sorti chez Atmosphériques en 2004.

## Titres
1. Interview avec Pascale Clark
2. Ode à l'amour
3. Fleurs de lune (avec Aïssa & Souad Massi)
4. Lettre à mon père (avec Aïssa)
5. Ce monde ma muse 1.0 (avec  Fabien Coste et Aïssa)
6. Noir & blanc (avec  Marco Prince)
7. Traces de lumière (avec  Aïssa & Fabien Coste)
8. Pourquoi avoir peur ? (avec  Aïssa & Wallen)
9. Vivre à deux
10. 3 roses jaunes (La vie au conditionnel) (avec Wallen)
11. Sur la place des grands hommes (avec Matteo Falkone)
12. Le Langage du cœur (avec Mila Tosi)
13. L'Envers & l'endroit (avec Sulee B Wax & Aïssa)
14. Où vont les rêves ? (avec Hamcho)
15. Parfum de vie
16. Que dieu bénisse la France (Existentiel) (avec Ariel Wizman) (bonus)

## Classements
| Pays   | Meilleure position | Semaines classées |
| ------ | ------------------ | ----------------- |
| France | 155                | 2                 |

## Référence
1. ↑  lescharts.com